# F-05J
ドコモ スマートフォン arrows Be F-05J（ドコモ スマートフォン アローズ ビー エフゼロゴジェイ）は、富士通コネクテッドテクノロジーズによって開発された、NTTドコモの第3.9世代移動通信システム（Xi）・第3世代移動通信システム（FOMA）対応端末である。ドコモ スマートフォン（第2期）のひとつ。

## 概要
arrows SV F-03Hのマイナーチェンジモデルで、OSがAndroid 7.1.1に変更されている。指紋センサーは搭載されていない。
製品名のBeは最も基本的な動詞であるbe動詞の原型で、シンプルさ、基本性能の充実、素の状態の良さ・魅力を表している。。
キャッチコピーは「多彩な機能、あんしんの使いやすさ。その手に、あなたらしさを。」。

## 主な機能
| 主な対応サービス                                                             | 主な対応サービス                                      | 主な対応サービス                     | 主な対応サービス                                                  |
| ---------------------------------------------------------------------------- | ----------------------------------------------------- | ------------------------------------ | ----------------------------------------------------------------- |
| タッチパネル/加速度センサー                                                  | PREMIUM 4G/Xi/FOMAハイスピード/VoLTE                  | Bluetooth                            | dカード/おサイフケータイ/NFC/かざしてリンク/赤外線/トルカ         |
| ワンセグ/フルセグ                                                            | メロディコール                                        | テザリング                           | WiFi IEEE802.11a/b/g/n                                            |
| GPS                                                                          | ドコモメール/電話帳バックアップ                       | デコメール/デコメ絵文字/デコメアニメ | iチャネル                                                         |
| エリアメール/ソフトウェアーアップデート自動更新/生体認証 (指紋／虹彩)/スグ電 | デジタルオーディオプレーヤー(WMA・MP3他)/ハイレゾ音源 | GSM/3Gローミング(WORLD WING)         | フルブラウザ/Flash Player                                         |
| Google Play/dメニュー/dマーケット                                            | Gmail/Google Talk/YouTube/Picasa                      | バーコードリーダ/名刺リーダ          | ドコモ地図ナビ/ドコモ ドライブネット/Google Maps/ストリートビュー |

## 歴史
- 2017年5月24日 - NTTドコモより公式発表。
- 2017年6月1日 - 発売開始。| [icon] | この節の加筆が望まれています。 |

- 2022年2月末をもって修理・サポート受付およびアップデートの配布を停止。